# Pere-Enric Barreda i Edo
Pere-Enric Barreda i Edo (Benassal, 1964 - Barcelona, 4 d'abril de 2014) va ser un historiador i llatinista valencià, professor de Filologia Llatina de la Universitat de Barcelona, on va estudiar i on es doctorà amb una tesi sobre la tradició de la Tebaida d'Estaci. Va ser un destacat estudiós de la història de la comarca del Maestrat, amb destacats treballs com el que va realitzar sobre les cartes de poblament d'aquest indret, que van donar lloc a una exposició que ell mateix va comissariar. D'altra banda, Barreda era un dels principals estudiosos de l'obra de Carles Salvador, mestre i pedagog arrelat a Benassal, i va impulsar la creació de la Fundació que duu el seu nom, de la qual era membre. A més, va ser cronista de Benassal i d'altres poblacions de l'Alt Maestrat, com ara Ares del Maestrat.

## Obra publicada
- L'Aula de gramàtica llatina de Benassal (Diputació de Castelló, 1987)
- La carta de població de Benassal (1239) (Ajuntament de Benassal, 1989)
- Studia statiana: estudios sobre tradición española de la Tebaida de Estacio (Universitat de Barcelona, 1992)
- Carles Salvador, una vida en imatges (Ajuntament de Benassal, 2007)
- Les cartes de població del Maestrat (Centre d'Estudis del Maestrat, 2010)
- El camino de Jaime I por La Iglesuela y Las Bailías: cinco itinerarios de 1231(2), 1233, 1249 y 1259 (Instituto de Estudios Turolenses, 2010)
- Nacimiento de Nuestros Pueblos: cartas puebla de la Baylía de Cantavieja (Centro de Estudios de La Iglesuela del Cid, 2012)
- Les cartes de població del Maestrat (estudi i text) (Centre d'Estudis del Maestrat, 2013)

## Premi
- Premi Carles Salvador 2014, atorgat per Maestrat Viu[5]